# ويليام دبليو. فان نيس
ويليام دبليو. فـان نيس هو قاضي وسياسي أمريكي، ولد في 1776 في كليفراك في الولايات المتحدة، وتوفي في 27 فبراير 1823 في تشارلستون في الولايات المتحدة. انتخب عضو جمعية ولاية نيويورك ‏.